# Ratchet és Clank: A galaxis védelmezői
A Ratchet és Clank: A galaxis védelmezői (eredeti cím: Ratchet & Clank) 2016-ban bemutatott amerikai 3D-s számítógépes animációs film, amelyet az Insomniac Games Ratchet & Clank videójátékfranchise-ának történetét veszi alapul. Az animációs játékfilm rendezője Kevin Munroe, producerei Kylie Ellis, Brad Foxhoven, Kim Dent Wilder és David Wohl. A forgatókönyvet T.J. Fixman, Kevin Munroe és Gerry Swallow írta, a zenéjét Evan Wise szerezte. A mozifilm a Rainmaker Entertainment, a PlayStation Originals, a Blockade Entertainment, a CNHK Media China és a Cinema Management Group gyártásában készült, a Gramercy Pictures és a Cinema Management Group forgalmazásában jelent meg. Műfaja kalandos filmvígjáték.
Amerikában 2016. április 29-én mutatták be, Magyarországon 2016. április 28-án.

## Rövid történet
Ratchet legnagyobb álma, hogy csatlakozzon példaképe, Qwark kapitány hőscsapatához; ebben Clank, a kis robot segít neki. Egyikük sem hőstípus, de összefognak, hogy megállítsák a gonosz Dr. Nefarious-t, aki veszélyezteti a világukat.

## Szereplők
| Szereplő       | Eredeti hang        | Magyar hang            |
| -------------- | ------------------- | ---------------------- |
| Ratchet        | James Arnold Taylor | Szabó Máté             |
| Clank          | David Kaye          | Mikó István            |
| Qwark kapitány | Jim Ward            | Dörner György          |
| Derk           | Paul Giamatti       | Csuja Imre             |
| Grimroth       | John Goodman        | Kőszegi Ákos           |
| Cora           | Bella Thorne        | Pikali Gerda           |
| Elaris         | Rosario Dawson      | Kisfalvi Krisztina     |
| Victor Von Ion | Sylvester Stallone  | Széles Tamás           |
| Dr. Nefarious  | Armin Shimerman     | Kassai Károly          |
| Brax Lextrus   | Vincent Tong        | Pál András             |
| Mr. Zurkon     | Brian Drummond      | Bognár Tamás           |
| Harci robot    | Brian Drummond      | Horváth-Töreki Gergely |
| Stanley        | Cole Howard         | Baráth István          |
| Solomai        | Alessandro Juliani  | Láng Balázs            |
| Stanley anyja  | Rebecca Shoichet    | Kassai Ilona           |
| Ollie          | Brad Swaile         | Seszták Szabolcs       |
| Mr. Micron     | Lee Tockar          | Pálfai Péter           |

## Televíziós megjelenések
- Minimax